# Західнофризька Вікіпедія
Західнофризька Вікіпедія (фриз. Frysktalige Wikipedy) — розділ Вікіпедії західнофризькою мовою. Створена 2 вересня 2002 року. Західнофризька Вікіпедія станом на 26 березня 2025 року містить 56 447 статей, 52 677 зареєстрованих користувачів, 77 активних дописувачів, 7 адміністраторів
. Загальна кількість сторінок в західнофризькій Вікіпедії — 170 059, редагувань — 1 190 294, завантажених файлів — 7465
. Глибина (рівень розвитку мовного розділу) західнофризької Вікіпедії мала і становить 28.4 пунктів
. 